# Qarah A‘lān
Qarah A‘lān (persiska: قره اعلان, Qareh Ūghlān) är en ort i Iran.   Den ligger i provinsen Västazarbaijan, i den nordvästra delen av landet, 400 km väster om huvudstaden Teheran. Qarah A‘lān ligger 1 848 meter över havet och antalet invånare är 181.
Terrängen runt Qarah A‘lān är kuperad, och sluttar västerut.Runt Qarah A‘lān är det ganska glesbefolkat, med 47 invånare per kvadratkilometer. Närmaste större samhälle är Z̧āher Kandī, 4,2 km söder om Qarah A‘lān. Trakten runt Qarah A‘lān består i huvudsak av gräsmarker.